# حصار نصيبين (252)
وقع حصار نصيبين عندما حاصر الساسانيون بقيادة الشاه سابور الأول مدينة نصيبين الرومانية عام 252. إن هذا يمثل بداية غزو سابور الأول للإمبراطورية الرومانية التي شهدت أول غزو ساساني لسوريا. تمت مناقشة عام الغزو حيث أن نقش شابور من نقش رستم بخصوص حملته الثانية ضد روما لا يذكر مدينة نصيبين. لكن المصادر السريانية والعربية، وخاصة في حوليات سعرد والطبري، تذكر أن شابور أخذ نصيبين في سنته الحادية عشرة. ووفقًا للمؤرخ ديفيد ستون بوتر، فإن هذه السنة الملكية هي 252. رواية سريانية آخرى، الخلافة الليبرالية، من القرن الثامن تذكر غزو المدينة عام 252.

### اقتباسات
1. ↑  A Journey to Palmyra: Collected Essays to Remember Delbert R. Hillers "Sometime in the middle of the century, Shapur took possession of Armenia and invaded Roman Mesopotamia. Nisibis and Charrae fell into his hands" نسخة محفوظة 11 يوليو 2020 على موقع واي باك مشين.
2. ↑  Empress Zenobia: Palmyra's Rebel Queen "Shapur also claimed that he had devastated Syria and captured thirty-seven cities with their surrounding territories. He may have captured Nisibis, and destroyed Antioch." نسخة محفوظة 11 يوليو 2020 على موقع واي باك مشين.
3. ↑  Edwell 2007.
4. ↑  Dodgeon & Lieu 2002.